# Haloxylon persicum
Haloxylon persicum är en liten trädart i växtsläktet Haloxylon, i familjen amarantväxter. Den kallas ibland vit saxual, men namnet är inte vedertaget i svenskan. Arten förekommer från västra Asien i Israel, Jordanien, Egypten södra Irak, Saudiarabien, Iran, Oman, Förenade Arabemiraten, Afghanistan och Pakistan till Centralasien – Kirgizistan, Turkmenistan med flera länder – och i Kina. 
I Centralasiens saltrika öknar är ett stort antal fåglar beroende av saxaulskog, som exempelvis saxaulsparven och saxaulsångaren.

## Skadeinsekter
Skalbaggen Turcmenigena varentzovi är en stor skadegörare på trädet i Kazakstan, Turkmenistan och Uzbekistan.